# Ravan Hasanov
Ravan Hasanov est directeur du centre international du multiculturalisme de Bakou.

## Biographie
Ravan Hasanov est né le 2 juillet 1989 dans la ville d'Agdam. En 2007-2011, il a étudié à la faculté de droit de l'Université d'État de Bakou.

### Carrière
En 2014-2016, Ravan Hasanov a travaillé comme consultant senior au département d'analyse du centre international du multiculturalisme de Bakou. En 2016-2017, il a travaillé comme spécialiste en chef du Service consultatif d'État du Président de la République d'Azerbaïdjan sur les questions interethniques, multiculturelles et religieuses. En 2017-2019, il a été temporairement directeur exécutif du Centre international du multiculturalisme de Bakou. Depuis 2019, R. Hasanov est directeur exécutif du centre.